# Správná posádka
Správná posádka (v anglickém originále The Right Stuff) je americký dramatický film z roku 1983. Natočil jej Philip Kaufman podle vlastního scénáře. Scénář byl inspirován stejnojmennou knihou od novináře a spisovatele Toma Wolfa. Pojednává o historii amerických kosmických letů. Film je vyprávěn Levonem Helmem, který si zde rovněž zahrál menší roli. V hlavních rolích se představili Fred Ward, Dennis Quaid, Ed Harris, Scott Glenn, Sam Shepard a další. Hudbu k filmu složil Bill Conti. Film získal několik Oscarů, včetně za nejlepší střih, hudbu, střih zvuku a zvuk.